# Arianna Follis
Arianna Follis (Ivrea (Turijn), 11 november 1977) is een Italiaanse langlaufster. Follis vertegenwoordigde haar vaderland op de Olympische Winterspelen 2006 in Turijn, Italië.

## Carrière
Follis maakte haar wereldbekerdebuut op 13 december 1995 in Brusson, haar eerste wereldbekerpunten pakte zij in februari 2000 in het Franse Lamoura. Een jaar later eindigde ze in Nové Město, Tsjechië voor de eerste maal in de toptien, op de wereldkampioenschappen langlaufen 2001 in Lahti, Finland eindigde de Italiaanse als dertiende op de sprint en als achtentwintigste op de 10 kilometer achtervolging. Op de wereldkampioenschappen langlaufen 2003 in Val di Fiemme eindigde Follis als eenentwintigste op de 10 kilometer achtervolging en als dertigste op de 30 kilometer vrije stijl, samen met Cristina Paluselli, Marianna Longa en Antonella Confortola eindigde ze als zevende op de 4x5 kilometer estafette. Twee jaar later, op de wereldkampioenschappen langlaufen 2005 in Oberstdorf, Duitsland, eindigde de Italiaanse als achttiende op de 10 kilometer. Samen met Gabriella Paruzzi, Antonella Confortola en Sabina Valbusa veroverde ze de bronzen medaille op de estafette, op de teamsprint eindigde ze samen met Valbusa op de vijfde plaats. Tijdens de Olympische Winterspelen van 2006 in Turijn, Italië eindigde Follis als zevende op de sprint en als twaalfde op de 30 kilometer vrije stijl, op de 15 kilometer achtervolging eindigde ze als zesendertigste. Samen met Gabriella Paruzzi, Antonella Confortola en Sabina Valbusa sleepte ze de bronzen medaille in de wacht op de 4x5 kilometer estaffete. Korte tijd na de Spelen boekte de Italiaanse in het Zweedse Borlänge haar eerste wereldbekerzege.

### 2007-heden
In het seizoen 2006/2007 boekte Follis in Rybinsk, Rusland haar tweede wereldbekerzege, in het eindklassement van de wereldbeker eindigde ze als tiende. Op de wereldkampioenschappen langlaufen 2007 in Sapporo, Japan sleepte de Italiaanse de bronzen medaille in de wacht op de 10 kilometer vrije stijl, op de 15 kilometer achtervolging eindigde ze als negentiende. Op de estafette eindigde ze samen met Magda Genuin, Marianna Longa en Sabina Valbusa op de zesde plaats, samen met Sabina Valbusa eindigde ze als achtste op de teamsprint. In de Tour de Ski 2007/2008 boekte Follis één etappezege en eindigde ze als derde in het algemeen klassement, in het wereldbekerklassement van het seizoen 2007/2008 eindigde ze als zevende. De Italiaanse won in de Tour de Ski 2008/2009 beide sprintetappes en eindigde ze als achtste in het algemeen klassement. Tijdens de wereldkampioenschappen langlaufen 2009 in Liberec, Tsjechië veroverde Follis de wereldtitel op de sprint, op de 15 kilometer achtervolging eindigde ze als zevende en op de 30 kilometer vrije stijl als achtste. Op de teamsprint legde ze samen met Marianna Longa beslag op de bronzen medaille, samen met Antonella Confortola, Marianna Longa en Sabina Valbusa eindigde ze als vijfde op de estafette. In het eindklassement van de wereldbeker langlaufen 2008/2009 eindigde ze op de vierde plaats.

## Resultaten

### Olympische Spelen
| Jaar | Plaats | Resultaten |
| ---- | ------ | --- |
| 2006 | Turijn | 7e Sprint (vrije stijl) · 12e 30 km (vrije stijl) · 36e 15 km achtervolging · 4x5 km estafette · 7e Teamsprint (klassieke stijl) |

### Wereldkampioenschappen
| Jaar | Plaats        | Resultaten |
| ---- | ------------- | --- |
| 2001 | Lahti         | 13e Sprint (vrije stijl) 28e 10 km achtervolging                                                                             |
| 2003 | Val di Fiemme | 21e 10 km achtervolging 30e 30 km (vrije stijl) 7e 4x5 km estafette                                                          |
| 2005 | Oberstdorf    | 18e 10 km (vrije stijl) · 4x5 km estafette · 5e Teamsprint (vrije stijl)                                                     |
| 2007 | Sapporo       | 10 km (vrije stijl) · 19e 15 km achtervolging · 6e 4x5 km estafette · 8e Team sprint (vrije stijl)                           |
| 2009 | Liberec       | Sprint (vrije stijl) · 7e 15 km achtervolging · 8e 30 km (vrije stijl) · Team sprint (klassieke stijl) · 6e 4x5 km estafette |

### Wereldbeker

#### Eindklasseringen
| Seizoen   | Plaats | Punten |
| --------- | ------ | ------ |
| 1999/2000 | 77e    | 10     |
| 2000/2001 | 49e    | 68     |
| 2001/2002 | 85e    | 10     |
| 2002/2003 | 57e    | 43     |
| 2003/2004 | 36e    | 135    |
| 2004/2005 | 48e    | 75     |
| 2005/2006 | 16e    | 351    |
| 2006/2007 | 10e    | 419    |
| 2007/2008 | 7e     | 934    |
| 2008/2009 | 4e     | 1124   |

#### Wereldbekerzeges
| Nr. | Datum            | Plaats     | Onderdeel                |
| --- | ---------------- | ---------- | ------------------------ |
| 1.  | 7 maart 2006     | Borlänge   | Sprint (vrije stijl)     |
| 2.  | 21 januari 2007  | Rybinsk    | Sprint (vrije stijl)     |
| 3.  | 30 december 2007 | Praag      | Sprint (vrije stijl) TdS |
| 4.  | 29 december 2008 | Praag      | Sprint (vrije stijl) TdS |
| 5.  | 1 januari 2009   | Nové Město | Sprint (vrije stijl) TdS |
| 6.  | 6 januari 2010   | Toblach    | 16 km (vrije stijl) TdS  |

*TdS = Etappezege in de Tour de Ski.